# The Chaos Chapter: Freeze
The Chaos Chapter: Freeze (estilizado como The Chaos Chapter: FREEZE) es el tercer álbum de estudio —segundo en coreano— del grupo surcoreano TXT. Se publicó el 31 de mayo de 2021, a través de Big Hit Music y Republic Records.

## Antecedentes
El 30 de abril de 2021 se anunciaría, a través de un tráiler, el nombre y fecha de lanzamiento del próximo álbum del grupo, al igual que el nuevo logo de este. El 3 de mayo se publicaría el calendario promocional del nuevo álbum, incluyendo diversas actividades entre el 5 de mayo y el 1 de junio. El 11 de mayo se publica el tráiler conceptual, el cual es descrito como una película de acción, al estilo de Matrix, entre el frío y el hielo. El 15 de mayo se revela el primer concepto, titulado "World", en el cual se presenta un escenario caótico sumergido en colores claros, donde se encuentran los artistas en angelicales atuendos de color blanco que contrastan con sus inexpresivos rostros.
The Chaos Chapter: Freeze marca el inicio de una nueva serie en su discografía, tras los éxitos graduales y progresivos de su trilogía The Dream Chapter (2019-2020), su tercer EP Minisode 1: Blue Hour (2020) que sirvió de "puente" entre las dos series y su primer álbum japonés Still Dreaming (2021) que fue lanzado a principios de este año. El álbum contiene ocho canciones, incluido el sencillo principal, «0X1=LOVESONG (I Know I Love You)» con Seori. Musicalmente, el álbum incorpora varios géneros diferentes, incluidos pop, rock, punk, rock alternativo y disco.

## Promoción
La preventa del álbum comenzó el mismo día del anuncio, presentando tres versiones físicas del álbum, llamadas "World", "Boy" y "You". El 10 de mayo, se lanzó el avance conceptual de The Chaos Chapter: Freeze en el canal oficial de Youtube de Hybe Labels. El 28 de mayo y el 29 de mayo, respectivamente, se lanzaron dos teasers para el video musical de la canción principal.

## Recepción
El álbum obtuvo críticas positivas de los críticos de música y obtuvo una calificación de 90/100 en el álbum del año del sitio web del agregador de reseñas. En Metacritic, que asigna una calificación normalizada de 100 a las reseñas de los críticos principales, el álbum tiene una puntuación promedio de 89 basada en 4 reseñas, lo que indica "aclamación universal". Escribiendo para Billboard, Heran Mamo dijo que "el proyecto de ocho canciones destaca la canción principal híbrida pop-rock romántica «0X1=LOVESONG (I Know I Love You)», con la cantante surcoreana Seori. Los números en el título representan cómo en medio del caos, dónde nada importa, el interés amoroso del chico es su única prioridad". Sara Delgado de Teen Vogue escribió que "en Freeze, TXT tráfico en extremos y, como resultado, sus pistas más fuertes son aún más fuertes que nunca." 

## Actuación comercial
El 5 de mayo, YG Plus, el fabricante y distribuidor de álbumes de TXT, anunció que The Chaos Chapter: Freeze superó las 520.000 reservas del álbum, rompiendo el récord anterior del grupo con las 400.000 reservas de Minisode 1: Blue Hour. El 31 de mayo, el día del lanzamiento, se anunció que el álbum superó los 700.000 pedidos por adelantado.

## Lista de canciones
| N.º   | Título                                         | Escritor(es) | Productor(es)           | Duración |  |
| 1.    | «Anti-Romantic»                                | Alex Hope, Salem llese, Slow Rabbit, "Hitman" Bang, danke y 송재경                                                                                                 | Slow Rabbit             | 3:35     |  |
| 2.    | «0X1=Lovesong (I Know I Love You)» (con Seori) | Slow Rabbit, RM, Matt Thomson, Gabriel Brandes, Will Simms, danke, "Hitman" Bang, Melanie Joy Fontana, Andrew Migliore y Max Lynedoch Graham                       | Slow Rabbit             | 3:22     |  |
| 3.    | «Magic»                                        | Olly Murs, Sarah Blanchard, Richard Boardman, Pablo Bowman, Mood Melodies y Aaron Hibell                                                                           | The Six, Aaron Hibell   | 2:40     |  |
| 4.    | «Ice Cream»                                    | Jacob Attwooll, Tristan Landymore, Frederick Cox, Conrad Sewell, danke, "Hitman" Bang, 이스란, Stella Jang, Soobin y 조윤경                                        | Jacob Attwooll          | 3:23     |  |
| 5.    | «What if I had been that PUMA»                 | 1월8일, LUTRA, Beomgyu, Taehyun, Magnus, Ebenezer, Yeonjun, danke y "Hitman" Bang                                                                                  | Ebenezer y Magnus       | 3:33     |  |
| 6.    | «No Rules»                                     | Gavin Jones, Ollipop, Ryan Lawrie, 이스란, Yeonjun, danke, Hueningkai, Beomgyu, "Hitman" Bang, Taehyun, 조윤경 y 1월8일                                            | Ollipop                 | 3:06     |  |
| 7.    | «Dear Sputnik»                                 | EL CAPITXN, Hueningkai, "Hitman" Bang, Andy Love, danke, 김보은, Gabriel Brandes, Matt Thomson, Max Lynedoch Graham, 송재경, Ronnie Icon, Taehyun, 김선오 y 1월8일 | EL CAPITXN y Hueningkai | 3:15     |  |
| 8.    | «Frost»                                        | Ashnikko, Gina Kushka, Jacob Manson, Yeonjun, 조윤경, "Hitman" Bang, 김보은, danke y 황인찬                                                                        | Jacob Manson            | 3:15     |  |
| 26:08 |                                                | |                         |          |  |

## Posicionamiento en listas

### Semanales
| Lista (2021)                                       | Mejor posición | Mejor posición  |
| Lista (2021)                                       | Freeze         | Fight or Escape |
| -------------------------------------------------- | -------------- | --------------- |
| Alemania (Offizielle Top 100)                      | 11             | —               |
| Alemania (Offizielle Top 20 HipHop)                | 5              | —               |
| Austria (Ö3 Austria)                               | 5              | —               |
| Bélgica (Ultratop flamenca)                        | 17             | 4               |
| Bélgica (Ultratop valona)                          | 31             | 20              |
| Canadá (Billboard Canadian Albums)                 | 86             | —               |
| Corea del Sur (Gaon)                               | 1              | 1               |
| España (PROMUSICAE)                                | 30             | —               |
| Estados Unidos (Billboard Tastemaker Albums)       | 7              | —               |
| Estados Unidos (Billboard Top Album Sales)         | 1              | —               |
| Estados Unidos (Billboard Top Current Album Sales) | 1              | —               |
| Estados Unidos (Billboard World Albums)            | 1              | —               |
| Estados Unidos (Rolling Stone Top 200 Álbumes)     | 6              | —               |
| Finlandia (Suomen virallinen lista)                | 20             | 10              |
| Hungría (MAHASZ)                                   | 20             | —               |
| Italia (FIMI Italian Albums)                       | 93             | —               |
| Japón (Billboard Hot Albums)                       | 1              | 61              |
| Japón (Oricon)                                     | 1              | 2               |
| Lituania Lithuanian Albums (AGATA)                 | 37             | —               |
| Países Bajos (Album Top 100)                       | 16             | 71              |
| Polonia (ZPAV)                                     | 11             | —               |
| Reino Unido (UK Digital Albums Chart)              | 19             | —               |
| Suecia (Swedish Physical Albums)                   | 3              | —               |
| Suiza (Schweizer Hitparade)                        | 15             | —               |

## Reconocimientos

### Premios en programas de música
| Canción                                        | Programa              | Fecha               | Ref.   |
| ---------------------------------------------- | --------------------- | ------------------- | ------ |
| «0x1=LOVESONG (I Know I Love You)» (con Seori) | The Show (SBS MTV)    | 8 de junio de 2021  | [ 43 ] |
| «0x1=LOVESONG (I Know I Love You)» (con Seori) | Show Champion (MBC M) | 9 de junio de 2021  | [ 44 ] |
| «0x1=LOVESONG (I Know I Love You)» (con Seori) | M Countdown (Mnet)    | 10 de junio de 2021 | [ 45 ] |
| «0x1=LOVESONG (I Know I Love You)» (con Seori) | Music Bank (KBS 2TV)  | 11 de junio de 2021 | [ 46 ] |

## Certificaciones y ventas
| País (organismo certificador) | Certificación | Certificación   | Unidades certificadas/Ventas | Unidades certificadas/Ventas |
| País (organismo certificador) | Freeze        | Fight or Escape | Freeze                       | Fight or Escape              |
| ----------------------------- | ------------- | --------------- | ---------------------------- | ---------------------------- |
| Corea (KMCA)                  | 3× Platino    | 2× Platino      | 850 365                      | 727 195                      |
| Japón (RIAJ)                  | Oro           | —               | 480 000                      |                              |

## Historial de lanzamiento
| Región         | Fecha              | Edición  | Formato                     | Discográfica          | Ref.   |
| -------------- | ------------------ | -------- | --------------------------- | --------------------- | ------ |
| Varios         | 31 de mayo de 2021 | Estándar | descarga digital, streaming | Big Hit, Republic     | [ 52 ] |
| Japón          | 3 de junio de 2021 | Estándar | CD                          | Universal Music Japan | [ 53 ] |
| Estados Unidos | 4 de junio de 2021 | Target   | CD                          | Big Hit               | [ 54 ] |
| Varios         | 4 de junio de 2021 | Estándar | CD                          | Big Hit               | [ 55 ] |